# 태양 중성미자 문제
태양 중성미자 문제(solar neutrino problem)는 태양의 광도로 추산한 태양 중성미자의 수와 실제 관측 수가 다른 현상을 말한다. 태양 중성미자 문제는 1960년대 중반 처음 제기되었으며, 2002년 해결되었다.
지구에 도달하는 중성미자 대부분은 태양핵에서 나오며, 1초에 제곱센치미터 당 수백억 개가 지난다. 중성미자는 물질과 거의 상호작용하지 않기 때문에, 대다수는 지구 전체를 통과해 지나간다. 태양에서는 표준 모형에 존재하는 중성미자의 세 맛깔 중 전자 중성미자만 방출하는데, 지구에서 중성미자 감지기를 사용해 관측하면, 감지되는 전자 중성미자의 수는 절반에서 3분의 1 가량밖에 되지 않는다.
1957년 브루노 폰테코르보가 제안한 기작을 이용하면 태양 중성미자 문제를 설명할 수 있지만, 표준 모형을 변형해야 한다는 점에서 쉽게 받아들여지지 않았으며, 초기에는 표준 태양 모형을 수정하려는 노력을 진행하였지만 실패하였다. 현재는 중성미자가 표준 모형과 달리 고유 질량을 가진 입자임이 밝혀져 있는데, 이로 인해 중성미자 진동이 일어나 전자 중성미자 일부가 뮤온 중성미자와 타우 중성미자로 변화해, 감지기를 통과한다는 이론이 정설로 받아들여진다.

## 배경
태양은 양성자-양성자 연쇄 반응을 통해 양성자에서 알파 입자, 중성미자, 양전자, 에너지를 생성한다. 에너지는 전자기파 형태(감마선)와 입자의 운동 에너지 형태로 방출된다. 핵에서 생성된 중성미자는 지구까지 흡수되지 않고 그대로 도달한다.
1960년대 말 레이먼드 데이비스와 존 바콜은 홈스테이크 실험을 통해 태양에서 방출되는 중성미자를 측정해, 최초로  표준 태양 모형의 계산치와 비교해 감지되는 중성미자의 수가 부족하다는 사실을 밝혀냈다. 가미오칸데와 서드베리 중성미자 관측소 등 다른 감지기에서도 부족 현상이 나타났다.
2002년 레이먼드 데이비스와 고시바 마사토시는 감지되는 중성미자의 수가 3분의 1밖에 되지 않는다는 사실을 발견한 공로로 노벨 물리학상을 수상하였다.
1998년과 2001년 중성미자 진동을 밝혀낸 실험을 진행한 공로로, 슈퍼 가미오칸데와 가지타 다카아키와 서드베리 중성미자 관측소의 아서 B. 맥도널드는 2015년 노벨 물리학상을 수상하였다. 이 때 노벨 물리학 위원회는 서드베리 중성미자 관측소를 언급할 때, 미케예프-스미르노프-울펜슈타인 효과를 중성미자 진동으로 적는 실수를 범했다. 브루노 폰테코르보는 1993년 사망하여 노벨상을 수상하지 못하였다.

## 제안된 해결법
초기에는 태양 내부의 온도와 압력이 예측치와 달라, 표준 태양 모형에 오류가 있다는 가설이 주를 이루었다. 예를 들어, 중성미자의 수는 핵융합 정도에 비례하기 때문에, 핵에서의 핵융합이 감소하였다면 열에너지는 태양 표면까지 이동하는 데 수천 년이 걸리므로, 당장 관측되지 않을 수도 있다는 가설이 있었다.
일진학이 발전하며 태양 내부의 온도를 직접 측정할 수 있었는데, 측정 결과는 표준 태양 모형과 일치했다. 특히, 중성미자의 에너지 스펙트럼을 관측한 결과, 중성미자의 수를 설명하려면 핵의 온도가 낮아야 하지만, 스펙트럼을 설명하려면 핵의 온도가 높아야 한다는 모순이 생겨, 표준 태양 모형으로는 이 현상을 설명할 수 없다는 사실이 밝혀졌다. 만약 표준 태양 모형을 조정할 경우 결과가 더 악화되었다.

## 해결
태양 중성미자 문제는 중성미자의 성질을 연구하던 중 해결되었다. 입자물리학의 표준 모형에 따르면, 중성미자에는 전자 중성미자, 뮤온 중성미자, 타우 중성미자가 있는데, 태양에서는 이 중 전자 중성미자만 형성되며, 지구에서의 감지기 대다수도 전자 중성미자만 감지할 수 있다.
1970년대에는 중성미자의 질량과 맛깔은 변화하지 않는다고 받아들여졌으나, 1968년 브루노 폰테코르보는 중성미자에 질량이 있을 경우, 맛깔이 서로 변화할 수 있다는 가설을 제기하였으며, 이를 통해 태양에서 나오는 전자 중성미자가 지구로 오는 도중 다른 맛깔로 변화해, 감지기에서 감지되지 않았다고 하면 태양 중성미자 문제를 해결할 수 있다.
초신성 1987A를 가미오칸데와 IMB에서 관측한 결과, 초신성의 관측 시점과 중성미자의 감지 시점에 차이가 있어, 질량이 존재할 가능성이 제기되었으나, 이러한 관측은 수 자체가 적어 어떠한 결론을 내기에는 부족했다. 만약 중성미자에 질량이 없다면 광속으로 이동할 것이므로 초신성의 관측 시점과 감지 시점에 차이가 없어야 하고, 질량이 있을 경우 차이가 발생하게 되는데, 두 감지기 모두 초신성에서의 중성미자 관측을 상정하지 않았기 때문에, 이 차이를 측정할 수 있을 정도로 민감하지 않았다.
1998년 일본의 슈퍼 가미오칸데에서 중성미자 진동이 일어난다는 근거를 찾아냈다. 슈퍼 가미오칸데에서는 대기 상층에서 우주선으로 인해 발생하는 뮤온 중성미자가, 감지기 위보다 아래에서 적게 감지되는 사실을 알아내, 뮤온 중성미자 일부가 타우 중성미자로 변화하였다고 보았다. 이를 통해 태양 중성미자 문제도 중성미자의 질량과 관련이 있을 것이라는 추측이 늘어났다.
1년 후 문을 연 서드베리 중성미자 관측소에서는 중성미자 진동의 영향을 거의 받지 않는 10 MeV 8B 중성미자를 관측했는데, 중성미자 수의 부족량은 1985년 미케예프-스미르노프-울펜슈타인 효과에 따라 계산한 값과 일치하였다. 서드베리 관측소에서는 중성미자 관측에 중수를 사용하여 전자 중성미자의 모든 맛깔을 관측하였는데, 이를 통계적으로 전환하여 전체 중성미자 중 전자 중성미자의 수가 34% 가량이라는 결론을 내놓았으며, 이는 예측치와 일치했다. 관측된 8B 중성미자의 수는 표준 태양 모형과 대략 일치하였다.